# Borolia apparata
Borolia apparata är en fjärilsart som beskrevs av Hans Daniel Johan Wallengren 1875. Borolia apparata ingår i släktet Borolia och familjen nattflyn. Inga underarter finns listade i Catalogue of Life.